# Departamentele statului Haiti

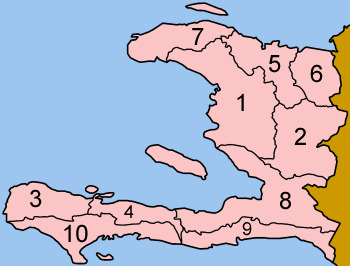
Departamentele statului Haiti

Haiti este împărțit din punct de vedere administrativ în zece departamente (în franceză département). Departamentele sunt mai departe împărțite în 42 de arondismente și apoi în 140 de comune.
Numărul departamentelor din Haiti ar putea să se schimbe în 2015, întrucât guvernul haitian preconizează să mărească numărul lor de la 10 la 14.

## Departamente
| #  | Departament            | Capitală       | Suprafață (km²) | Populație (2002)  | Densitate (loc./km²) |
| -- | ---------------------- | -------------- | --------------- | ----------------- | -------------------- |
| 5  | Artibonite             | Les Gonaïves   | 4.984           | 1.168.800         | 234,5                |
| 6  | Centre                 | Hinche         | 3.675           | 564.200           | 153,5                |
| 8  | Grand'Anse             | Jérémie        | 1.871           | 733.000           | 391,7                |
| 10 | Nippes (creat în 2003) | Miragoâne      | 1.268           | 266.379 (în 2005) | 210,0                |
| 3  | Nord                   | Cap-Haïtien    | 2.106           | 872.200           | 414,2                |
| 4  | Nord-Est               | Fort-Liberté   | 1.805           | 283.800           | 157,2                |
| 9  | Nord-Ouest             | Port-de-Paix   | 2.176           | 488.500           | 224,5                |
| 1  | Ouest                  | Port-au-Prince | 4.827           | 2.943.200         | 609,7                |
| 7  | Sud                    | Les Cayes      | 2.794           | 745.000           | 266,6                |
| 2  | Sud-Est                | Jacmel         | 2.023           | 518.200           | 256,2                |

#### Artibonite
- Capitală : Les Gonaïves

Departamentul Artibonite este divizat în 5 arondismente și 15 comune :
- Arondismentul Dessalines (4 comune) : 
  1. Dessalines
  2. Desdunes
  3. Grande-Saline
  4. Petite-Rivière-de-l'Artibonite
- Arondismentul Gonaïves (3 comune) : 
  1. Les Gonaïves
  2. Ennery
  3. L'Estère
- Arondismentul Gros-Morne (3 comune) : 
  1. Gros-Morne
  2. Anse-Rouge
  3. Terre-Neuve
- Arondismentul Marmelade (2 comune) : 
  1. Marmelade
  2. Saint-Michel-de-l'Attalaye
- Arondismentul Saint-Marc (3 comune) :
  1. Saint-Marc
  2. Verrettes
  3. La Chapelle

#### Centre
- Capitală : Hinche

Departamentul Centre este divizat în 4 arondismente și 12 comune :
- Arondismentul Cerca-la-Source (2 comune) : 
  1. Cerca-la-Source
  2. Thomassique
- Arondismentul Hinche (4 comune) : 
  1. Hinche
  2. Cerca-Carvajal
  3. Maïssade
  4. Thomonde
- Arondismentul Lascahobas (3 comune) :
  1. Lascahobas
  2. Belladère
  3. Savanette
- Arondismentul Mirebalais (3 comune) :
  1. Mirebalais
  2. Saut-d'Eau
  3. Boucan-Carré

#### Grand'Anse
- Capitală : Jérémie

Departamentul Grand'Anse este divizat în 3 arondismente și 12 comune :
- Arondismentul Anse-d'Ainault (3 comune) : 
  1. Anse-d'Ainault
  2. Dame-Marie
  3. Les Irois
- Arondismentul Corail (4 comune) :
  1. Corail
  2. Roseaux
  3. Beaumont
  4. Pestel
- Arondismentul Jérémie (5 comune) :
  1. Jérémie
  2. Abricots
  3. Trou-Bonbon
  4. Moron
  5. Chambellan

#### Nippes
- Capitală : Miragoâne

Departamentul Nippes a fost creat în 2003 în partea de est a departamentului Grand'Anse. El este divizat în 3 arondismente și 11 comune :
- Arondismentul Miragoâne (4 comune) : 
  1. Miragoâne
  2. Petite-Rivière-de-Nippes
  3. Fonds-des-Nègres
  4. Paillant
- Arondismentul Anse-à-Veau (5 comune) : 
  1. Anse-à-Veau
  2. L'Asile
  3. Petit-Trou-de-Nippes
  4. Plaisance-du-Sud
  5. Arnaud
- Arondismentul Barradères (2 comune) : 
  1. Barradères
  2. Grand-Boucan

#### Nord
- Capitală : Cap-Haïtien

Departamentul Nord este divizat în 7 arondismente și 19 comune :
- Arondismentul Acul-du-Nord (3 comune) :
  1. Acul-du-Nord
  2. Plaine-du-Nord
  3. Milot
- Arondismentul Borgne (2 comune) :
  1. Borgne
  2. Port-Margot
- Arondismentul Cap-Haïtien (3 comune) :
  1. Cap-Haïtien
  2. Limonade
  3. Quartier-Morin
- Arondismentul Grande-Rivière-du-Nord (2 comune) :
  1. Grande-Rivière-du-Nord
  2. Bahon
- Arondismentul Limbé (2 comune) :
  1. Limbé
  2. Bas-Limbé
- Arondismentul Plaisance (2 comune) :
  1. Plaisance
  2. Pilate
- Arondismentul Saint-Raphaël (5 comune) :
  1. Saint-Raphaël
  2. Dondon
  3. Ranquitte
  4. Pignon
  5. La Victoire

#### Nord-Est
- Capitală : Fort-Liberté

Departamentul Nord-Est este divizat în 4 arondismente și 13 comune :
- Arondismentul Fort-Liberté (3 comune) :
  1. Fort-Liberté
  2. Perches
  3. Ferrier
- Arondismentul Ouanaminthe (3 comune) :
  1. Ouanaminthe
  2. Capotille
  3. Mont-Organisé
- Arondismentul Trou-du-Nord (4 comune) :
  1. Trou-du-Nord
  2. Caracol
  3. Sainte-Suzanne
  4. Terrier-Rouge
- Arondismentul Vallières (3 comune) :
  1. Vallières
  2. Carice
  3. Mombin-Crochu

#### Nord-Ouest
- Capitală : Port-de-Paix

Departamentul Nord-Ouest este divizat în 3 arondismente și 10 comune :
- Arondismentul Môle-Saint-Nicolas (4 comune) : 
  1. Môle-Saint-Nicolas
  2. Baie-de-Henne
  3. Bombardopolis
  4. Jean-Rabel
- Arondismentul Port-de-Paix (4 comune) : 
  1. Port-de-Paix
  2. Bassin-Bleu
  3. Chansolme
  4. La Tortue
- Arondismentul Saint-Louis-du-Nord (2 comune) : 
  1. Saint-Louis-du-Nord
  2. Anse-à-Foleur

#### Ouest
- Capitală : Port-au-Prince

Departamentul Ouest este divizat în 5 arondismente și 20 comune :
- Arondismentul Arcahaie (2 comune) :
  1. Arcahaie
  2. Cabaret
- Arondismentul Croix-des-Bouquets (5 comune) :
  1. Croix-des-Bouquets
  2. Ganthier
  3. Thomazeau
  4. Cornillon
  5. Fonds-Verrettes
- Arondismentul La Gonâve (2 comune) :
  1. Anse-à-Galets
  2. Pointe-à-Raquette
- Arondismentul Léogâne (3 comune) :
  1. Léogâne
  2. Petit-Goâve
  3. Grand-Goâve
- Arondismentul Port-au-Prince (8 comune) :
  1. Port-au-Prince
  2. Carrefour
  3. Delmas
  4. Pétionville
  5. Kenscoff
  6. Cité Soleil
  7. Gressier
  8. Tabarre

#### Sud
- Capitală : Les Cayes

Departamentul Sud este divizat în 5 arondismente și 18 comune :
- Arondismentul Aquin (3 comune) : 
  1. Aquin
  2. Cavaillon
  3. Saint-Louis-du-Sud
- Arondismentul Cayes (6 comune) : 
  1. Les Cayes
  2. Camp-Perrin
  3. Chantal
  4. Maniche
  5. Île-à-Vache
  6. Torbeck
- Arondismentul Chardonnières (3 comune) :
  1. Les Chardonnières
  2. Les Anglais
  3. Tiburon
- Arondismentul Côteaux (3 comune) :
  1. Les Côteaux
  2. Port-à-Piment
  3. Roche-à-Bateau
- Arondismentul Port-Salut (3 comune) :
  1. Port-Salut
  2. Arniquet
  3. Saint-Jean-du-Sud

#### Sud-Est
- Capitală : Jacmel

Departamentul Sud-Est este divizat în 3 arondismente și 10 comune :
- Arondismentul Bainet (2 comune) : 
  1. Bainet
  2. Côtes-de-Fer
- Arondismentul Belle-Anse (4 comune) : 
  1. Belle-Anse
  2. Anse-à-Pitres
  3. Grand-Gosier
  4. Thiotte
- Arondismentul Jacmel (4 comune) :
  1. Jacmel
  2. Cayes-Jacmel
  3. Marigot
  4. La Vallée-de-Jacmel